# Narvalovití
Narvalovití (Monodontidae) je čeleď ozubených kytovců obývajících pobřežní oblasti Severního ledového oceánu a přilehlých končin Pacifiku a Atlantiku. Zahrnuje pouhé dva žijící rody, běluha (Delphinapterus) a narval (Monodon). Oba rody zahrnují po jednom jednom druhu. 

## Popis
Základním rozdílem mezi těmito rody je přítomnost klu u narvalů a absence u běluh. Oba druhy jsou středně velcí kytovci, obvykle 3–5 metrů na délku. Nemají pravou hřbetní ploutev. Komunikují a orientují se pomocí echolokace. Jsou to masožravci, obvykle se živí rybami, měkkýši a korýši. Mají redukované zuby: běluha má množství drobných zoubků, zatímco narval má zuby jen dva, z nichž jeden je zvětšený v kel. Samice je březí 14–15 měsíců a obvykle má jen jedno mládě. To pohlavně dospívá až v 5–8 letech věku. Často tvoří skupiny čítající až několik stovek jedinců.

## Taxonomie
Vedle dvou recentních zástupců jsou známy i fosilní taxony jako je Denebola brachycephala či Bohaskaia monodontoides. Fylogenetický strom narvalovitých pak vypadá nějak takto:
Podřád Odontoceti
- Čeleď Delphinoidea
  - Čeleď Monodontidae
    -       - Rod †Haborodelphis
        - Haborodelphis japonicus

      - Rod † Denebola
        - Denebola brachycephala

    - Počeleď  Delphinapterinae
      - Rod Delphinapterus
        - Delphinapterus leucas, běluha

      - Rod †Casatia
        - Casatia thermophila

    - Čeleď Monodontinae
      - Rod † Bohaskaia[2]
        - Bohaskaia monodontoides

      - Rod Monodon
        - Monodon monoceros, narval